# Реґув-Старий
Реґув-Старий (пол. Regów Stary) — село в Польщі, у гміні Ґневошув Козеницького повіту Мазовецького воєводства.
Населення — 365 осіб (2011).
У 1975-1998 роках село належало до Радомського воєводства.

## Демографія
Демографічна структура станом на 31 березня 2011 року:
|          | Загалом | Допрацездатний вік | Працездатний вік | Постпрацездатний вік |
| -------- | ------- | ------------------ | ---------------- | -------------------- |
| Чоловіки | 182     | 40                 | 121              | 21                   |
| Жінки    | 183     | 31                 | 110              | 42                   |
| Разом    | 365     | 71                 | 231              | 63                   |